# Svartasjö, Halland
Svartasjö är en sjö i Laholms kommun i Halland och ingår i Lagans huvudavrinningsområde.